# Tawty
Tawty (deutsch Tafterwald) ist ein Ort in der polnischen Woiwodschaft Ermland-Masuren. Er gehört zur Stadt-und-Land-Gemeinde Orneta (Wormditt) im Powiat Lidzbarski (Kreis Heilsberg).

## Geographische Lage
Tawty liegt im Nordwesten der Woiwodschaft Ermland-Masuren südlich des Tafter See (polnisch Jezioro Taftowo, immer öfter auch Tauty genannt) und am Südrand des Tafter Waldes. Bis zur früheren Kreisstadt Braunsberg (polnisch Braniewo) sind es 31 Kilometer in nordwestlicher Richtung, und die heutige Kreismetropole Lidzbark Warmiński (Heilsberg) liegt 31 Kilometer in östlicher Richtung entfernt.

## Geschichte
Das Tasterwaldhaus, erst nach 1820 Tafterwald genannt, wurde 1863 als eine Försterei gegründet. 1874 wurde der Gutsbezirk Tafterwald, Forst, in den neu errichteten Amtsbezirk Heinrikau (polnisch Henrxykowo) im ostpreußischen Kreis Braunsberg, Regierungsbezirk Königsberg, eingegliedert. 1905 soll der kleine Ort 13 Einwohner gezählt haben.
Im Jahre 1908 wurde Tafterwalds Zugehörigkeit zum Gutsbezirk Wormditt, Forst, (polnisch Orneta) genannt. Am 30. September 1928 schließlich kam der Ort zur Nachbargemeinde Krickhausen (polnisch Krzykały), der zum Amtsbezirk Tüngen (polnisch Bogatyńskie) gehörte.
Als 1945 in Kriegsfolge das gesamte südliche Ostpreußen an Polen fiel, erhielt Tafterwald die polnische Namensform „Tawty“. Heute ist die Osada leśna (= „Waldsiedlung“) eine Ortschaft innerhalb der Gmina Orneta (Stadt-und-Land-Gemeinde Wormditt) im Powiat Lidzbarski (Kreis Heilsberg), von 1975 bis 1998 der Woiwodschaft Elbląg, seither der Woiwodschaft Ermland-Masuren zugehörig.

## Religion
Kirchlich war Tafterwald bis 1945 nach Wormditt eingepfarrt. Zur dortigen römisch-katholischen Pfarrei – jetzt 
im Erzbistum Ermland – gehört Tawty auch noch heute. Die Wormditter evangelische Kirche war bis 1945 das Gotteshaus für die evangelischen Einwohner Tafterwalds. Evangelischerseits gibt es in Orneta keine Kirche mehr, die Gemeindeglieder gehören nun zur Diözese Masuren der Evangelisch-Augsburgischen Kirche in Polen.

## Verkehr
Tawty ist von Krzykały (Krickhausen) aus zu erreichen. Die nächste Bahnstation ist Nowy Dwór kolo Ornety (Neuhof) an der Bahnstrecke Olsztyn Gutkowo–Braniewo.